# Svalová dystrofie
Svalová dystrofie je skupina onemocnění, jejichž důsledkem je oslabení svalů samotných, nikoliv tedy slabost vyvolaná poruchou nervového systému. Charakterizují je dva znaky: vždy musí být vrozené a nesouvisejí s onemocněním jiné části těla.
Příčiny této nemoci jsou sice neznámé, ale je jisté, že spočívají v samotných svalových buňkách. Tyto buňky nemocného svalu jsou v různých stádiích destrukce. Stejně tak, jako všechny buňky našeho těla přeměňují i svalové buňky živiny a kyslík na energii, kterou následně využívají k vytvoření fyzické síly. Tělo si neumí vyrobit bílkovinu dystrofin, bez níž svalstvo nemůže fungovat a může vést k svalové dystrofii. Existují různé druhy tohoto onemocnění. Příznaky závisí na konkrétním typu svalové dystrofie. Platí, že u těžších forem se objevují dříve než u lehčích.
Jednou z častěji se vyskytujících je Duchennova svalová dystrofie (DMD). Jedná se o nejtěžší formu a objevuje se jak u dospělých, tak i u malých dětí. Vyskytuje se asi jeden případ na 3500 chlapců a jedná se o vrozenou nemoc, která se váže na
chromozom X. Chlapci se zřídka dožívají víc než dvaceti let.
Další formou je Beckerova svalová dystrofie (BMD), která je velmi podobná předchozí formě, ale na rozdíl od ní přichází později, obvykle po 10. roce života. Obě tyto formy svalové dystrofie jsou neléčitelné, ale hledají se nové možnosti léčby.